# 崔昌旭
崔昌旭（韓語：최창욱），韓國電視劇導演。

## 作品列表

### 電視劇
- 2010年：MBC《粉紅色口紅》
- 2015年：MBC《最佳戀人》[1]
- 2018年：MBC《富家公子》

### 總製作人作品
- 2005年：MBC《甜蜜的間諜》
- 2006年：MBC《狼》[2]
- 2006年：MBC《可惡的女人們》
- 2007年：MBC《New Heart 嶄新的心》
- 2011年：MBC《能聽見我的心嗎？》
- 2011年：MBC《你真漂亮》
- 2012年：MBC《神的晚餐》
- 2012年：MBC《馬醫》
- 2013年：MBC《真是了不起》

### 製作人作品
- 2000年：MBC《空軍》
- 2001年：MBC《郊遊》
- 2006年：MBC《我人生的Special》
- 2006年：MBC《尋找姚樂茜》
- 2006年：MBC《幻想情侶》
- 2007年：MBC《順其自然》
- 2007年：MBC《新賢母良妻》
- 2008年：MBC《之前&之後整形外科》
- 2008年：MBC《我們的happy ending》
- 2009年：MBC《Triple》
- 2010年：MBC《暴風的戀人》
- 2011年：MBC《危險的女人》（企劃）
- 2012年：MBC《天使的選擇》

## 外部連結
- NAVER （页面存档备份，存于）